# Juan García Arriaza
Juan Francisco García Arriaza (Areyns de Mar, provincia de Barcelona) es un investigador y virólogo español. Miembro del Centro Superior de Investigaciones Científicas (CSIC), es Científico Senior del Grupo de Poxvirus y Vacunas del Centro Nacional de Biotecnología del CSIC.

## Biografía
Juan García Arriaza nació en Areyns de Mar (provincia de Barcelona) en 1974. Se crio en Palma del Río (Provincia de Córdoba). Se licenció en la Universidad Complutense de Madrid, en Ciencias Biológicas (1997), obteniendo el título de doctor en 2003 en la especialidad de Biología Molecular por la Universidad Autónoma de Madrid

## Covid-19
En mayo de 2020, el grupo de investigación de Mariano Esteban y Juan García Arriaza, trabajaba para el desarrollo de una vacuna contra el coronavirus COVID-19, denominada MVA-COVID-19(S). Sus investigaciones iban en la línea de una modificación del virus usado en la erradicación de la viruela en la década de 1970, una misma tecnología empleada en vacunas contra patógenos que han provocado enfermedades como el chikunguña, el zika, el ébola, incluso para el VIH, que en modelos animales han logrado una protección de entre el 80 y el 100%.
Está previsto que a finales del año 2020 la empresa gallega CZ Vaccines inicie los ensayos clínicos de dicha vacuna en fases I, II y III y a principios de 2021 inicie la producción industrial.